# س. فيرنون كول
س. فيرنون كول (بالإنجليزية: C. Vernon Cole)‏ هو عالم تربة ‏ أمريكي، ولد في 1922 في وينتاتشي في الولايات المتحدة، وتوفي في 30 أغسطس 2013 في إستيس بارك في الولايات المتحدة.